# قيصرية (تركيا)

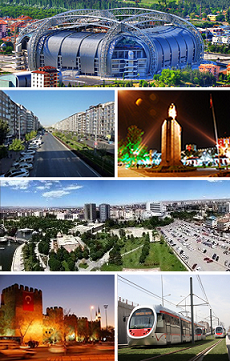

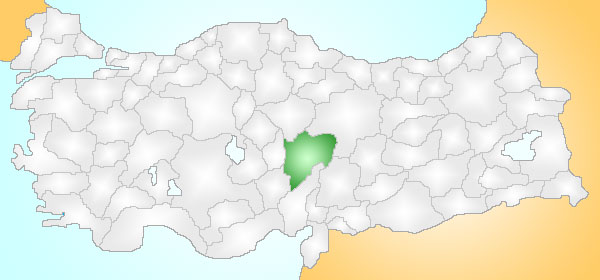
موقع محافظة قيصرية في تركيا

مدينة قيصرية هي عاصمة محافظة قيصرية في تركيا ويبلغ تعداد سكانها حوالي 536,392 نسمة.

## التاريخ
من أشهر مناطق الأناضول مدن قيصري، التي تعد عاصمة لإقليم الأناضول، وتتميز بكونها مدينة ذات تاريخ عريق وحضارات قديمة، وسكان المدينة والمناطق المحيطة بها من المسلمين المحافظين والمتمسكين بالتقاليد الإسلامية، وعاداتها وتقاليدها تتشابه كثيرا مع عادات وتقاليد كثير من الشعوب العربية خصوصا في بلاد الشام، وهي بعكس سكان المدن الكبرى مثل أنقرة وإسطنبول التي يعد سكانها من المجتمعات المنفتحة جداً رغم أن غالبيتهم من المسلمين، ما يعني أن منطقة الأناضول بمدنها وقراها والتجمعات السكانية حولها تتمسك بالتقاليد الإسلامية، حيث من النادر ما تقدم الخمور في المطاعم في تلك المنطقة، وأهم سماتها ألا يختلط الرجال والنساء في الشوارع، كما لا توجد أشكال للملاهي أو الحياة الليلية الصاخبة هناك.

### الحقبة الإسلامية
غزا الصحابي العربي (ولاحقًا الخليفة الأموي الأول) معاوية بن أبي سفيان كابادوكيا وأخذ قيصرية من البيزنطيين مؤقتًا عام 647. المدينة كانت تسمى قيصرية من قبل العرب، وفيما بعد قيصري من قبل السلاجقة الأتراك، عندما سيطرة عليها ألب أرسلان عام 1067. هدمت قوات الأخير المدينة وذبح سكانها. كما تم نهب ضريح القديس باسيليوس بعد سقوط المدينة. نتيجة لذلك، ظلت المدينة غير مأهولة بالسكان لنصف القرن التالي. في وقت لاحق، خلال الفترة 1074-1178، أصبحت المنطقة تحت سيطرة دانشمنديون وأعادوا بناء المدينة في عام 1134. سيطرت سلطنة السلاجقة في الأناضول على المدينة خلال الفترة 1178-1243 وأصبحت واحدة من أبرز مراكزهم، حتى سقطت في أيدي المغول عام 1243. داخل الأسوار يقع الجزء الأكبر من قيصري، الذي أعيد بناؤه بين القرنين الثالث عشر والسادس عشر. حكم قيصري على التوالي من قبل بنو آرتين. أصبحت المدينة عُثمانية أخيرًا في عام 1515. كانت مركز سنجق في البداية في إيالة روم (1515-1521)، وأخيراً في ولاية أنقرة (تأسست باسم إيالة بوزوك) (1839-1923).
كانت هناك ثلاث فترات من العصر الذهبي لقيصري. الأول يعود إلى عام 2000 قبل الميلاد، عندما كانت المدينة مركزًا تجاريًا بين الأشوريين والحثيين. جاء العصر الذهبي الثاني خلال الحكم الروماني (من القرن الأول إلى القرن الحادي عشر). كان العصر الذهبي الثالث في عهد السلاجقة (1178-1243)، عندما كانت المدينة ثاني عاصمة للدولة. ترك الحكم السلجوقي الذي لم يدم طويلاً عددًا كبيرًا من المعالم التاريخية؛ المباني التاريخية مثل مُجمع هوناط هاتون ومسجد قلج أرسلان والمسجد الكبير ومستشفى جوهر نسيبة.

## السياحة
تعرف مدينة قيصري أنها مدينة جذابة وتتفاخر بجبلها الشامخ ارجياس وما تملكه من إمكانات سياحية وتنوع طبيعتها، وهي مدينة كانت على مدى التاريخ من أهم مراكز التجارة في الأناضول. وهي جاذبة للسياحة الداخلية والخارجية على حد سواء ويشكل الأتراك غالبية سياحها ويشكلون أكثر من 65 في المئة وهناك سياح يأتونها من جنسيات أخرى مثل اليابان والصين والهند، وتوفر المدينة شريحة متنوعة من الفنادق بمختلف المستويات.
- الاميرة هوناط وجامع المدينة: من العلامات البارزة فيها جامع هوناط هاتون الأثري الذي يعود تاريخ بنائه إلى العام 1238 ميلادية ويتربع وسط المدينة، وكان فيما مضى بمثابة كلية دراسية ومطعم يقدم الغذاء للمحتاجين، بالإضافة إلى وجود حمام أثري.

وينسب اسم هذا الجامع/ المُجمع إلى الاميرة هوناط سلطان ابنة أحد السلاطين خلال عهد السلاجقة التي امرت ببناء هذا الجامع وأخذ اسمها، وذلك بعد أن اشهرت إسلامها وتركت الفراعنة.
ويحتوي الجامع على مئذنتين احداهما وهي الأعلى بنيت في عهد العثمانيين والمئذنة الثانية بناها السلاجقة.
وإلى جانب جمال وسحر الطبيعة في مدينة قيصري تشتهر المدينة أيضا بوجود العديد من الأماكن الأثرية فيها وكذلك الاسواق تحت وفوق الأرض والتي تعرض منتجات وسلع مختلفة بينها صناعات محلية يفتتخر أبناء المنطقة بها.
- تسويق المدينة عربيا: ورغم اهمية المدينة وتاريخها العريق إلا انها لا تزال غير معروفة بالنسبة للسياح العرب، وبدأت الجهات المعنية في المنطقة خلال السنوات القليلة الماضية الاهتمام أكثر بتسويق نفسها كمنطقة جذب سياحي فيها كل مقومات السياحة المناسبة للعائلات العربية خصوصا الخليجية لتشابهها مع طبيعة الاسر في تلك المنطقة من الانتماء الديني والمجتمع المحافظ وكثير من العادات والتقاليد الموروثة، وبالتالي ترى هذه المنطقة انها تناسب مزاج السياح العرب.
- أول مستشفى في أوروبا: ومن العلامات البارزة في مدينة قيصري وجود أول مستشفى تم انشاؤه في أوروبا كلها وتم ذلك في العام 1206 وكان مخصصا للمرضى النفسيين أيام السلاجقة الذين يحسب لهم أنهم اعتبروا المرضى النفسيين مرضى يستحقون العلاج وليس كما كان يتم معاملتهم في أوروبا على أساس انهم مجرمون يتم وضعهم في السجون.
- الأسواق: بالإضافة إلى ما سبق ذكره عن مدينة قيصري تتميز المدينة بوجود واحد من أكبر الاسواق المغطاة خارج مدينة إسطنبول العاصمة الاقتصادية لتركيا، يضم أكثر من 500 محل تجاري، كما وتوجد منطقة قرب مدينة قيصري فيها أطول قناة للمياه تحت الأرض بطول يتجاوز الـ 10 كيلو متريتم من خلالها نقل المياه من نهر قريب إلى المناطق الزراعية لري المزروعات.
- مدينة يحيالي أو كما يطلق عليها البعض يحيا علي، وفي الطريق إلى هذه المدينة الساحرة يمكنك التمتع بمناظر خلابة على جانبي الطريق حيث تتناثر البساتين وتترامى الأراضي المزروعة بالحبوب والاشجار المثمرة بالفاكهة والخضراوات، وهي حديقة غناء للطيور.
- شلالات طبيعية: الشلالات التي تنهمر منها مياه عذبة من بطن جبل قريب يحتضن المدينة، وتعكس هذه الشلالات غنى المنطقة بالمياه، وتعتبر تلك الشلالات الطبيعية من العوامل الخلابة الجاذبة لالاف السياح سنويا، حيث تندفع المياه من أماكن عدة وبقوة من بطن جبل يشرف على المنطقة، كما وتشتهر مدينة يحيالي بصناعة السجاد اليدوي الفاخر، ويكاد لا يخلو بيت في المدينة من وجود نول لحياكة السجاد اليدوي.
- ديفيلي والأزهار: بعد الاستمتاع بالطبيعة الخلابة والشلالات في مدينة يحيالي يمكن لزائر المنطقة ان ينتقل إلى مدينة ديفيلي حيث يمكنك أن تنتقل بنظرك بين مساحات واسعة من الأراضي الخضراء والتلال والجبال المكسوة بالاشجار وبساتين الفاكهة من تفاح وحمضيات ولوزيات.

وأكثر ما تشتهر به هذه المدينة هي الورود والأزهار حيث يوجد فيها أنواع مختلفة ومتنوعة بألوانها الزاهية والبديعة ويصل عددها إلى نحو 480 نوعا من الأزهار والورود، 48 منها فريدة من نوعها ولا تتواجد في مكان آخر من العالم.
- الطيور: كما تشتهر المنطقة بوجود 370 نوعا من الطيور إلى جانب وجود نوعين من المياه الجوفية فيها مياه حلوة وعذبة وأخرى مياه ذات مذاق مر، ويفضل السياح زيارة تلك المنطقة في فصل الربيع حيث لهذا الفصل رونق خاص، نظرا لتفتح الأزهار والورود وتفتح أزهار الأشجار والمزروعات الأخرى إلى جانب التمتع بمنظر الطيور وحرة الطيور والأصوات التي تطلقها وتدغدغ الأسماع.
- قرية تحكمها النساء: وعلى مشارف مدينة ديفيلي تتكئ قرية صغيرة على 3500 سنة تشكل عمرها الزمني منذ أن وطئت أقدام الإنسان فيها، ومن طرافة هذه القرية أنها كانت محكومة من قبل نساء (ملكات)، حيث أن أي قرار يؤخذ في القرية كان يتطلب موافقة الملكة. وبالقرب من تلك القرية هناك منطقة يطلق عليها اسم زلا والتي تشتهر بمياهها المعدنية والطينية التي تستخدم للاستشفاء.
- كبا دو كيا: هذه المنطقة تتمتع بكثير من أماكن الجذب السياحي سواء من حيث الطبيعة الجميلة أو الآثار التي تدلل على الحضارات التي مرت على تلك المنطقة، منطقة أخذت من الأناضول وسط تركيا حضنا تستريح فيه، وتمتد على مساحة شاسعة جبال مترامية تزنر المنطقة من جهات مختلفة.

وقد استوحت كبا دو كيا اسمها من تراث المنطقة القديم، وهو يعني أرض الخيول تيمنا بالخيول التي أحضرت إلى المكان لاستخدامات الحروب التي كانت تقع في المنطقة.
زائر كبادوكيا سيكتشف أنها منطقة عجيبة يحتار بماذا يصفها، والأتراك يطلقون عليها الأرض الساحرة بما تتمتع به من طبيعة خلابة تسحر الألباب إلى جانب آثارها الموغلة في القدم، بتضاريسها العجيبة والغريبة، وقبل ملايين السنين أمطرت البراكين المنطقة بالجير وهو ما يعطيها اليوم منظرا ساحرا بفعل حدوث الظواهر الطبيعية، والتي رسمت لوحة بديعة هي من إبداعات الخالق.
تستريح منطقة كبادوكيا في حضن الأناضول وسط البلاد فيها كل شيء جميل طبيعة متنوعة واحات خضراء وتلال مكسوة بالأشجار وجبال شامخة تتناثر على سفوحها الأشجار وتعلو قمتها الثلوج، ولو ولجت إلى أعماقها لرأيت ما يعجز عقلك عن تصديقه، حيث لا حدود للسحر.
- بيوت عجيبة: ومن عجائب هذه المنطقة إلى جانب جمال الطبيعة وسحرها من واحات خضراء وتلال مكسوة بالأشجار وجبال شامخة تتناثر على سفوحها الأشجار وتعلو قممها الثلوج، أن كثيرا من سكانها حفروا بيوتا داخل تلالها الهشة، فيمكن للزائر أن يبحث عن مطعم مثلا لتناول وجبة سيجد أن بإمكانه أن يفعل ذلك في مطعم حفر في بطن تلة أو مرتفع، حيث حفر المطعم داخل تلة أو ويمكن للزائر ان يكتشف هشاشة تربة تلك التلال حيث من السهل حفر بيت كامل الاركان داخل تل أو مرتفع، اما القلاع التاريخية فتزيدها سحرا وجمالا، وتنتصب في وسطها الاعمدة الجيرية حفرتها عوامل الطبيعة عبر مئات بل آلاف السنين ويسميها أهل المنطقة الأعمدة الساحرة.
- مدن تحت الأرض: وتروي الكتب التاريخية أن العديد من المحتلين حاولوا احتلال كبادوكيا ولذلك قام سكانها بحفر مدن مخفية تحت الأرض تألفت من عدة طوابق بينها عمارة كاملة تحت الأرض بعمق 18 طابقا ترتبط مع بعضها البعض والتنقل بينها يتم من خلال أخاديد محفورة مع فتحات ضيقة للتنقل من طابق إلى آخر وتستوعب آلاف الأشخاص وذلك في فترات مختلفة، وتشتهر كبادوكيا بمتحفها المفتوح والذي تم إدراجه ضمن قائمة اليونيسكو.

وأشهر معالم المنطقة الحديثة الفندق الذي يعد فريدا من نوعه في العالم حيث تم حفره في سفح جبل يشرف على مناظر من القبب الحجرية التي خلفتها البراكين في غابر الأيام.
- كزا لكي: إذا عقدت العزم على زيارة كبادوكيا لا تنسى أن تضع في برنامجك أن تزور منطقة كزا لكي لتكتمل متعتك مع الأسرة حيث تتميز هذه المنطقة بمياهها المعدنية والطمي الطبي الذي يستخدم في علاج الحالات المستعصية والتي عجز الطب عن علاجها، وقام مستثمرون أتراك من أهالي المنطقة باستغلال المياه المعدنية في المنطقة وأقاموا عليها فنادق من فئة الثلاث والأربع والخمس نجوم تم تجهيزها للاستفادة من الاستشفاء من تلك المياه، بطاقة استيعابية 10 آلاف سرير، ويزورها نحو 400 ألف زائر سنويا غالبيتهم بقصد الاستشفاء من المياه المعدنية في المنطقة.

إلى جانب تميزها بأماكن خصصت للراحة والاسترخاء والترفيه لجميع أفراد العائلة، هذا إلى جانب مراكز علاجية للبشرة والعلاج بالطاقة وعلم التأثير والتأثر..
كانت قيصري على مدى التاريخ من أهم مراكز التجارة في الأناضول. بالإضافة لذلك فهي مدينة جذابة بجبلها المهيب أرجياس، وإمكانياتها السياحية وطعامها الذيذ.
- متحف قيصري: وُضع المتحف في مدرسة هوناد هاتون التي تأسست عام 1930 ومن ثم نُقل إلى المبنى الجديد الواقع في محللة الجول تبة على شارع كيشلا. تم عرض الأثار حسب التسلسل الزمني في صالتين كبيرتين وحديقة. يوجد في الصالة الأولى أثار من العصر البرونزي القديم مثل السرميك المطلي والغير مطلي والرخام بالإضافة إلى للأثار التي عُثر عليها في حفريات جول تبة والتي ترجع إلى العصر التجاري. ويوجد في نفس الصالة في الجه الجنوبية هياكل حجرية من العصر الحيثي الحديث. ويوجد في الصالة الثانية السرميك المطلي والغير مطلي الذي يرجع إلى العصر الفريجي ويوجد الأثار المُستخرجة من بقايا البيش تبة والغريبلار والتي ترجع إلى العصر الإغريقي والروماني والبزنسي. وفي الحديقة يوجد هياكل من الرخام وحجارة القبور والفخار من الإغريقي والروماني والبزنسي.
- متحف الإثنوغرافي في قيصري: يقع المتحف في قسم الرجال من منزل جوب جوب أغلو والقسم الشرقي مستند على حائط القلعة. يتألف المنزل من طابقين، كان الطابق السفلي مخصص للحيوانات الآن أصبح صالة عرض. يُصعد إلى الطابق الثاني عبر درج من الخارج صممت الغرفة حول الممر في الطابق الثاني. يُعرض في المتحف الأثار التي تعكس الخصائص التركية والإسلامية مثل الخزف والأسلحة والخشب والمعادن والكتابات اليدوية والسجاد والأبسطة والملابس النسائية والرجالية وأغراض الزينة. بالإضافة إلى القطع المعدنية والذهب والفضة المعروضين حسب التسلسل الزمني. ويوجد في الغرفة الكبيرة الواقعة شرقي الممر الأثار المعدنية والخشبية والخزف والزجاج الذي يرجع إلى العصر السلجوقي والعثماني. ويوجد في الغرفة الثانية الأسلحة القاطعة والنارية والملابس الرجالية وفي الغرفة الصغيرة توجد الملابس النسائية وأغراض الزينة. وفي الجهة الجنوبية يوجد غرفتين؛ يوجد في الغرفة الكبيرة منهم النقود المعدنية التي ترجع للدول الإسلامية وفي الغرفة الصغيرة الأثار الكتابية. ويُعرض في الغرفة الغربية الأغراض النحاسية والسجاد والأبسطة ويُعرض في الغرفة الشمالية النصف مفتوحة خيمة تركمانية بالإضافة إلى حجارة القبور.
- متحف أتاتورك في قيصري: تم إنشاء المتحف في القرن التاسع عشر الواقع في زقاق التنوري، محللة الجمهورية، قضاء المركز على أساس بيت من قبل رشيد إغا. تم إنشاء البيت من الحجر المقطوع. يتألف البيت من طابقين. عندما جاء مصطفى كمال أتاتورك إلى قيصري في 20 كانون الأول 1919 أقام في هذا البيت، وتم تنظيم البيت ليكون متحف.
- منزل جوب جوب أغلو في قيصري: يقع المنزل في شارع تنوري، محللة الجمهورية، قضاء مليك غازي، مدينة قيصري، تم إنشاء المنزل ما بين 1417 – 1419. يتألف المنزل من قسمين؛ قسم للرجال وقسم للنساء. تم إضافة قسم النساء للاحقا وهو الآن متحف الإثنوغرافيا، تم تنظيم بيت يحتوي على غرفة العروس وغرفة الضيوف والغرفة الرئيسية والغرفة اليومية (للرجل وللمرأة) وغرفة جلوس والغرفة اليومية.

تم تأسيس دولة أبناء ذو القادر في 1419 بدعم من ملك مصر الموحي الدين، وبعد فتح إستنبول جعلها محمد الفاتح ولاية للدولة العثمانية. يوجد كتابة على مبنى في سوق القطن القديم أمير قيصري مصطفى بن عبد الله والمبني بُني في 1497.
- المدرسة الثنائية (متحف جوهر نسيبة لتاريخ الطب) في قيصري: يتألف المبنى المعروف باسم المدرسة الثنائية من قسمين، يشبه القسمين بعضا من الناحية الهيكلية ولكن من الناحية العملية لا يوجد شبه؛ القسم الغربي هو عبارة عن مصحة والقسم الشرقي هو التعليمي. وُجد كتابة على المصحة المؤرخة بتاريخ 602 هجري (1205) تم إنشاء هذا المصحة عن وصية جوهر نسيبة أُخت غياث الدين كيخسرو الأول وبنت قلج أرسلان الثاني. وهي الآن متحف طبي تابع لجامعة أرجياس.

## الأنشطة الرياضية
يتم ممارسة الرياضات المتنوعة مثل التزلج في جبل أرجياس، ورياضة التجديف، ترى الكنائس الصخرية في وديان إردملي وسوغانلي، تقوم بنزهة عند شلالات "قابوز باشي"، تزور قلعة قيسري والمتحف الطبي، تتذوق البسطرما والسجق، تشتري من السجاد اليدوي المحلي في بنيان أو يحيى علي.